# Aeroporto Frédéric Chopin de Varsóvia
O Aeroporto de Chopin (em polonês/polaco:  Lotnisko Chopina w Warszawie) (IATA: WAW, ICAO: EPWA) é um aeroporto internacional localizado em  Okęcie, distrito de Varsóvia, Polônia. Durante muitos anos o aeroporto era conhecido como Aeroporto Internacional Varsóvia Okęcie, mas em 2001 o seu nome oficial foi mudado para Aeroporto de Chopin em homenagem ao famoso compositor polonês Frédéric Chopin. O antigo nome Okecie continua a ser utilizado no tráfico aéreo e em referências de aeroportos.
É o aeroporto mais movimentado da Polônia, concentrando certa de 40% de todo o tráfego de passageiros do país. O aeroporto lida com aproximadamente 300 voos regulares diários e um número cada vez crescente de charters. Londres, Frankfurt, Paris e Amsterdã são as conexões internacionais mais movimentadas, enquanto Cracóvia, Wrocław e Gdańsk são os voos domésticos mais populares.

## Estatísticas anuais
| Ano  | Passageiros | Estatísticas |
| ---- | --- | --- |
| 2001 | 4700000 | Esta página contém um gráfico que utiliza a extensão <graph> . A extensão está temporariamente indisponível e será reativada quando possível. Para mais informações, consulte o ticket T334940 . |
| 2002 | 4 900 000 | Esta página contém um gráfico que utiliza a extensão <graph> . A extensão está temporariamente indisponível e será reativada quando possível. Para mais informações, consulte o ticket T334940 . |
| 2003 | 5 200 000 | Esta página contém um gráfico que utiliza a extensão <graph> . A extensão está temporariamente indisponível e será reativada quando possível. Para mais informações, consulte o ticket T334940 . |
| 2004 | 6 100 000 | Esta página contém um gráfico que utiliza a extensão <graph> . A extensão está temporariamente indisponível e será reativada quando possível. Para mais informações, consulte o ticket T334940 . |
| 2005 | 7 071 881 | Esta página contém um gráfico que utiliza a extensão <graph> . A extensão está temporariamente indisponível e será reativada quando possível. Para mais informações, consulte o ticket T334940 . |
| 2006 | 8 101 827 | Esta página contém um gráfico que utiliza a extensão <graph> . A extensão está temporariamente indisponível e será reativada quando possível. Para mais informações, consulte o ticket T334940 . |
| 2007 | 9 268 476 | Esta página contém um gráfico que utiliza a extensão <graph> . A extensão está temporariamente indisponível e será reativada quando possível. Para mais informações, consulte o ticket T334940 . |
| 2008 | 9 460 606 | Esta página contém um gráfico que utiliza a extensão <graph> . A extensão está temporariamente indisponível e será reativada quando possível. Para mais informações, consulte o ticket T334940 . |
| 2009 | 8 320 927 | Esta página contém um gráfico que utiliza a extensão <graph> . A extensão está temporariamente indisponível e será reativada quando possível. Para mais informações, consulte o ticket T334940 . |
| 2010 | 8 712 384 | Esta página contém um gráfico que utiliza a extensão <graph> . A extensão está temporariamente indisponível e será reativada quando possível. Para mais informações, consulte o ticket T334940 . |
| 2011 | 9 337 734 | Esta página contém um gráfico que utiliza a extensão <graph> . A extensão está temporariamente indisponível e será reativada quando possível. Para mais informações, consulte o ticket T334940 . |
| 2012 | 9 587 842 | Esta página contém um gráfico que utiliza a extensão <graph> . A extensão está temporariamente indisponível e será reativada quando possível. Para mais informações, consulte o ticket T334940 . |
| 2013 | 10 683 706 | Esta página contém um gráfico que utiliza a extensão <graph> . A extensão está temporariamente indisponível e será reativada quando possível. Para mais informações, consulte o ticket T334940 . |
| 2014 | 10 590 473 | Esta página contém um gráfico que utiliza a extensão <graph> . A extensão está temporariamente indisponível e será reativada quando possível. Para mais informações, consulte o ticket T334940 . |
| 2015 | 11 206 700 | Esta página contém um gráfico que utiliza a extensão <graph> . A extensão está temporariamente indisponível e será reativada quando possível. Para mais informações, consulte o ticket T334940 . |
| 2016 | 12 835 560 | Esta página contém um gráfico que utiliza a extensão <graph> . A extensão está temporariamente indisponível e será reativada quando possível. Para mais informações, consulte o ticket T334940 . |
| 2017 | 15 752 000 | |
|      | Esta página contém um gráfico que utiliza a extensão <graph>. A extensão está temporariamente indisponível e será reativada quando possível. Para mais informações, consulte o ticket T334940. | |